# گنجشک بل
گنجشک بل (نام علمی: Artemisiospiza belli) یک گنجشک با جثه متوسط در غرب ایالات متحده و شمال غربی مکزیک است. در گذشته در سرده Amphispiza جای می‌گرفت، اما شواهد اخیر آن را در سردهٔ خودش جای می‌دهد. نام رایج و دوجمله‌ای این گونه (belli) به جان گراهام بل اشاره دارد.

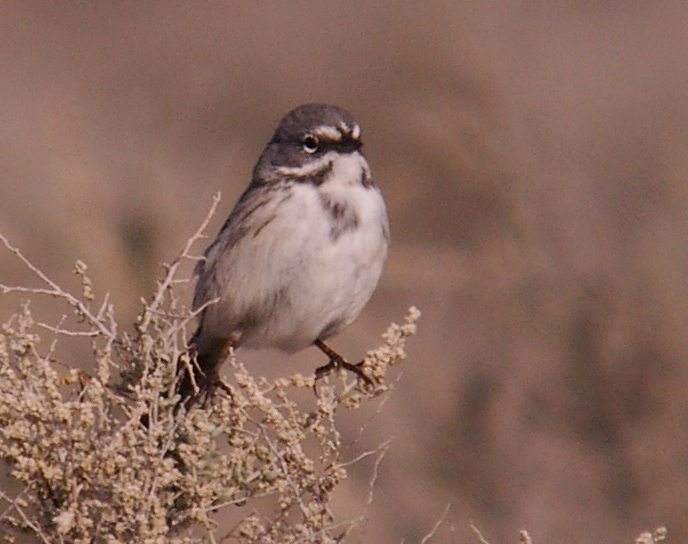
تصویری از پیشانی یک گنجشک بل بالغ